# Maksimilijan Držečnik

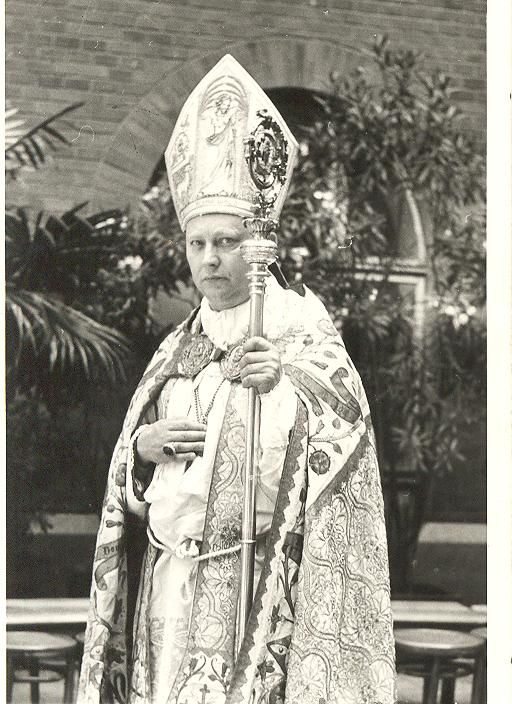
Maksimilijan Držečnik, Bischof von Lavant-Maribor (1960–1978)

Maksimilijan Lukež Držečnik (* 5. Oktober 1903 in Reifnig am Bachern, Österreich-Ungarn; † 13. Mai 1978 in Ljubljana, Jugoslawien) war Bischof von Maribor.

## Herkunft
Maksimilijan Držečnik [drˈʒeːt͡ʃnik] entstammte einer slowenischen Familie von Bauern in der Untersteiermark, die erstmals 1660 in Schönstein erwähnt wurde und um 1800 aus dem Sanntal ins Bachergebirge eingewandert war. Sein Vater war Lukas Ludwig Držečnik (1875–1942), ein Grundbesitzer und Bürgermeister von Reifnig am Bachern (slow. Ribnica na Pohorju), seine Mutter Rosa Oswald (1873–1925), Tochter des Grundbesitzers Johann Oswald (1819–1900) aus Sankt Lorenzen am Bachern (slow. Lovrenc na Pohorju). Sein jüngerer Bruder, der Mariborer Thoraxchirurg Janko Držečnik (1913–2001), war der Großvater des deutschen Verlegers Ingo Držečnik.

## Leben
Maksimilijan Držečnik studierte ab 1924 an der Päpstlichen Universität Gregoriana in Rom Philosophie und Theologie. 1932 wurde er zum Priester geweiht, 1934 promoviert. Im Studienjahr 1936/37 unterrichtete er an der Höheren Theologischen Schule von Maribor Soziologie, Ethik und die Heilige Schrift. Nach der Besetzung Jugoslawiens durch die deutsche Wehrmacht 1941 wurde er nach Zagorje in Kroatien versetzt, wo er bis Kriegsende als Kaplan tätig war.
Nach seiner Rückkehr aus dem Exil 1945 übernahm er die Leitung des Theologischen Seminars Maribor, das vorübergehend in Ljubljana angesiedelt war. 1946 wurde er von Papst Pius XII. zum Weihbischof in der Diözese Lavant sowie zum Titularbischof von Abrittum ernannt und zum Bischof geweiht.
Nach dem Tod des Bischofs Ivan Jožef Tomažič 1949 wurde Držečnik zunächst Administrator der Diözese Lavant, 1960 erfolgte die Ernennung zum Diözesanbischof von Lavant. Mit der 1962 erfolgten Umbenennung in „Diözese Maribor“ wurde Držečnik ihr erster Bischof.

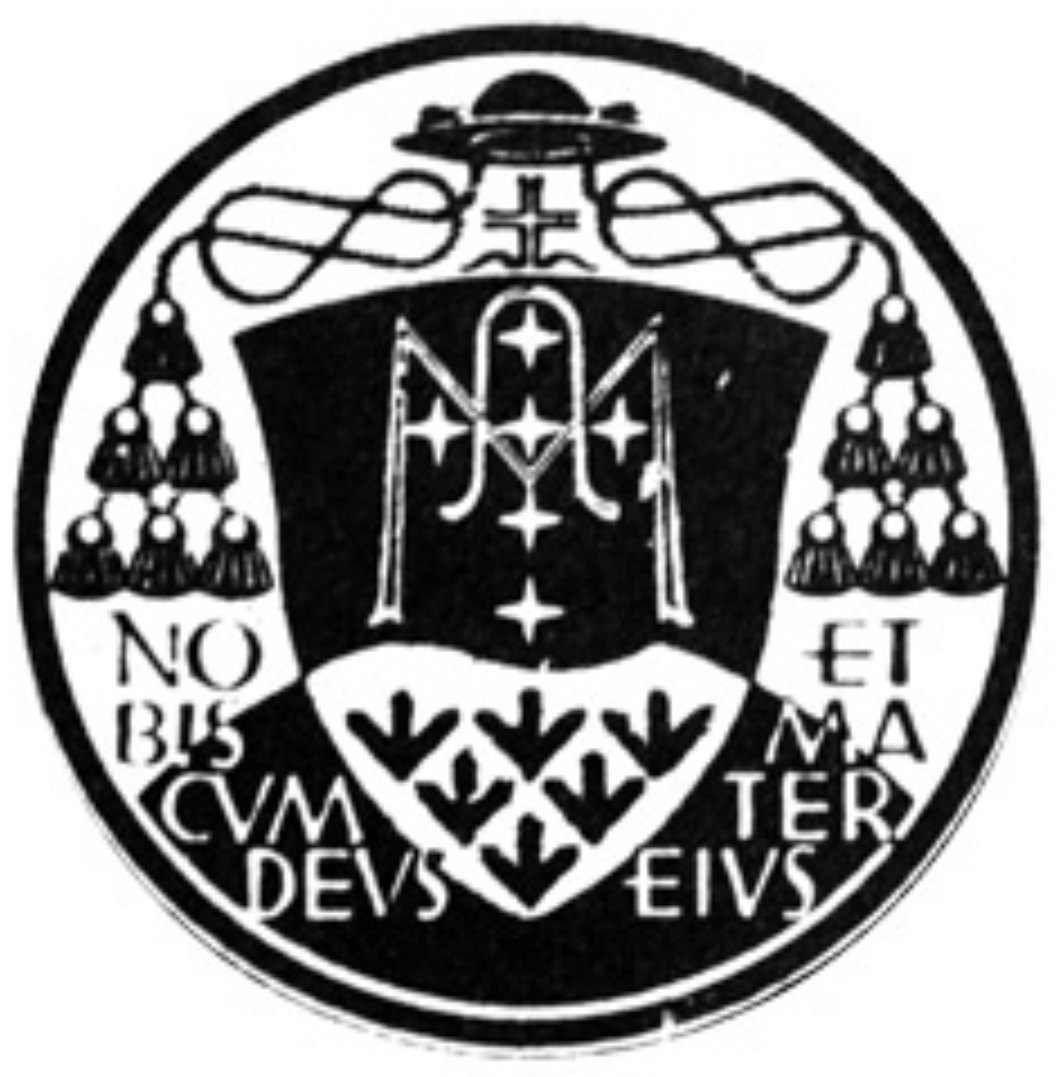
Bischöfliches Siegel Maksimilijan Držečniks mit dem Motto: „Nobiscum deus et mater eius“ („Mit uns Gott und seine Mutter“)

Maksimilijan Držečnik war maßgeblich an einer Neuübersetzung der ersten ökumenischen Bibel ins Slowenische beteiligt.
Er wurde in der Kathedrale von Maribor beigesetzt. Zum Gedenken an seinen 100. Geburtstag und seinen 25. Todestag wurde 2003 vor der St.-Bartholomäus-Kirche seines Geburtsorts Ribnica na Pohorju eine Porträtbüste enthüllt.

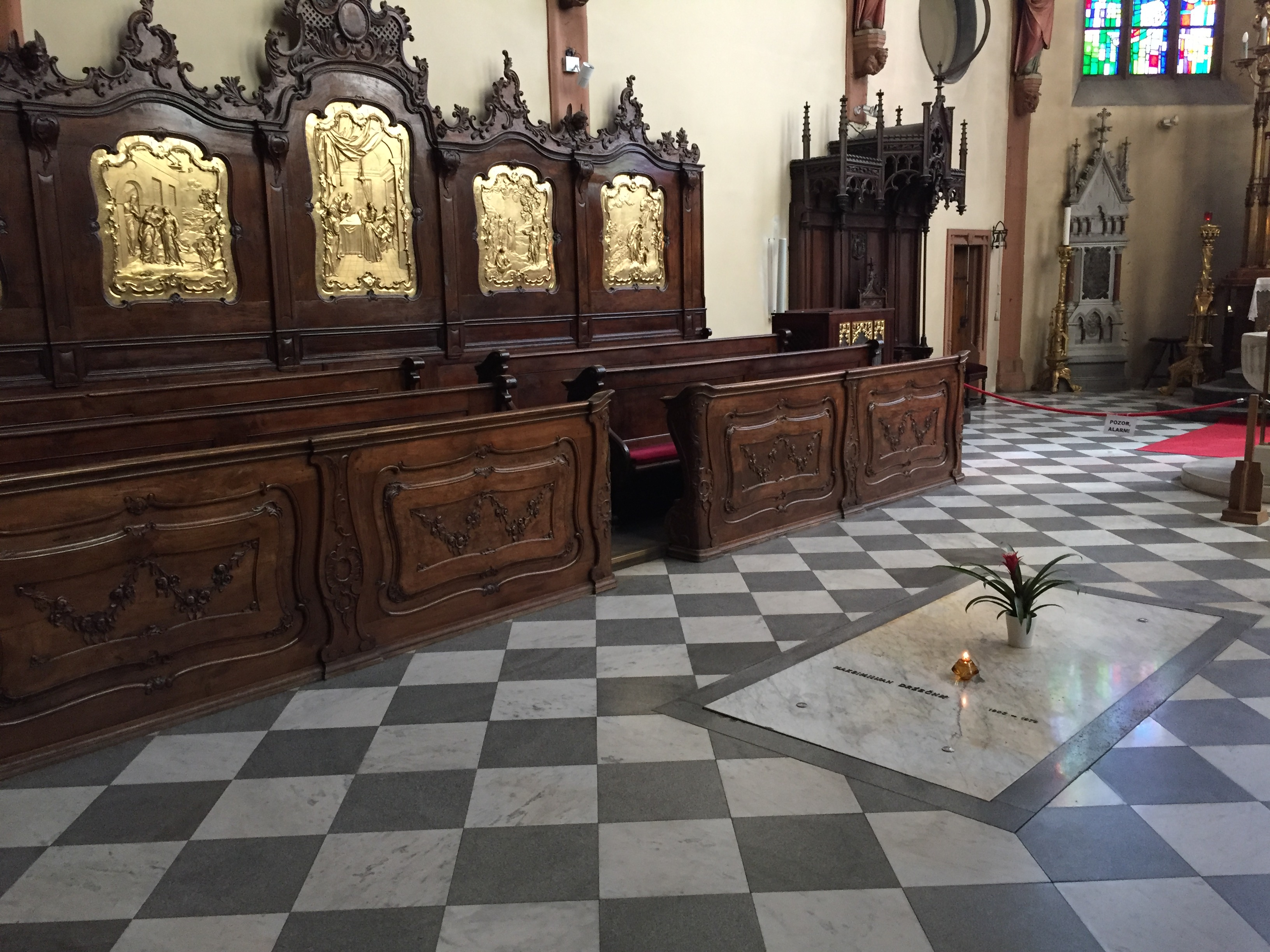
Grablege in der Kathedrale von Maribor

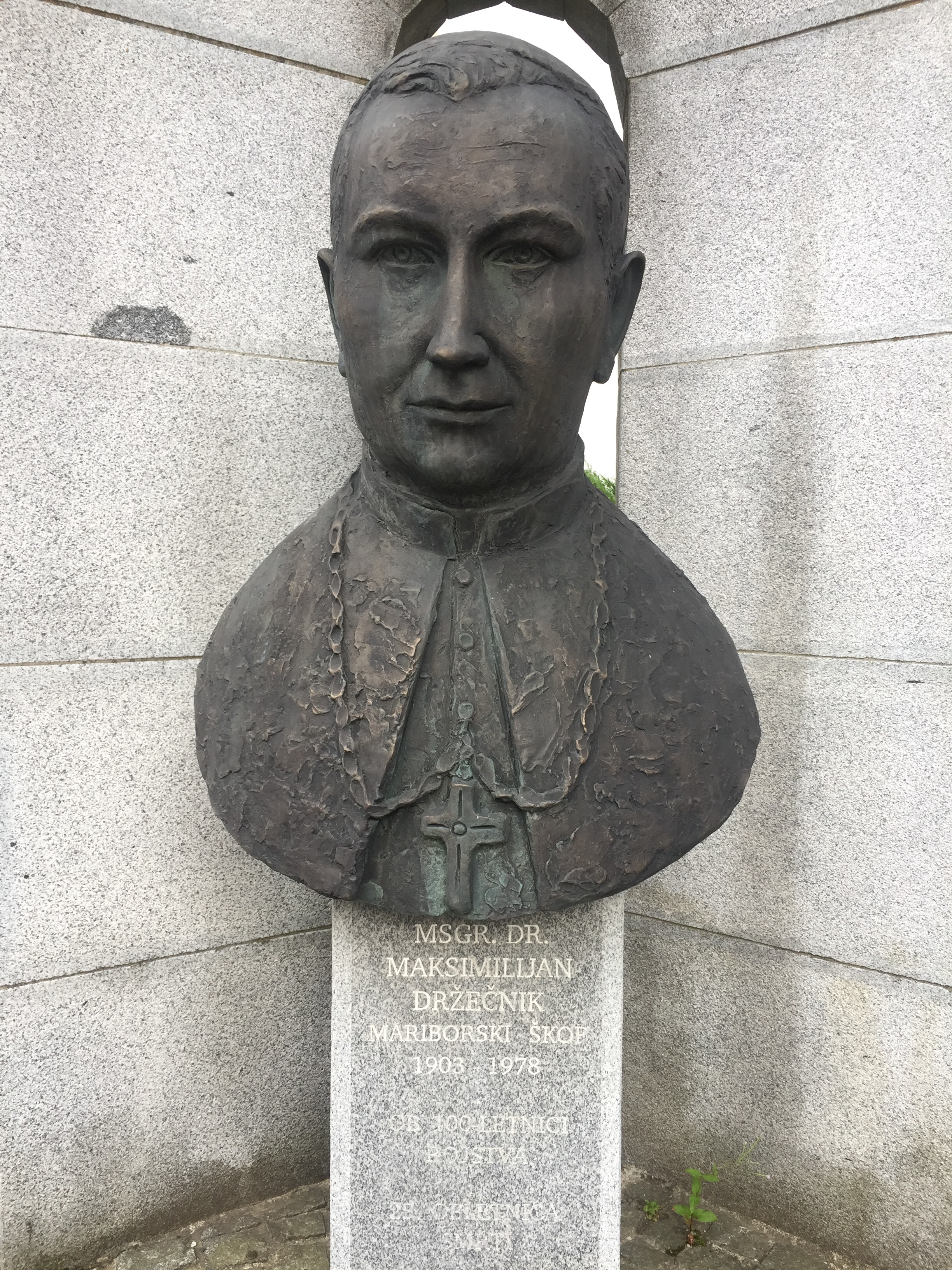
Porträtbüste in Ribnica na Pohorju

In Maribor erinnert zudem seit 2011 die Straße „Ulica škofa Maksimilijana Držečnika“ an sein Wirken.

## Werke
- Doctrina S. Ambrosii de Christo Deo-Homine. Excerpta ex dissertatione ad lauream in facultate theologica Pontificiae Universitatis Gregorianae. Maribor, 1938.
- Scrutamini Scripturas! In: Vzajemnost 28 (1939) Nr. 10–11, S. 169–173.